# Марий Максим
Луций Марий Максим Перпету Аврелиан (на латински: Lucius Marius Maximus Perpetuus Aurelianus; * 165; † 230) е политик, сенатор и историк на Римската империя през края на 2 век и началото на 3 век.

## Биография
Произлиза от сенаторска фамилия, вероятно от Африка. Неговият баща е Луций Марий Перпету, императорски прокуратор на Лугдунска Галия и Аквитания.
През 158/160 г. император Комод го прави сенатор. През 193 г. Максим е легионски легат на I Италийски легион в провинция Долна Мизия и по това време се присъединява към бъдещия император Септимий Север. Север му дава в гражданската война различни военни задачи (пред Византион против Песцений Нигер и при битката при Лугдунум против Клодий Албин). След това Максим става преториански управител на провинция Белгика.
През 198 или 199 г. Марий Максим е суфектконсул. След това е консулски легат в провинция Долна Германия и Коилесирия (Syria Coele) (208 г.) и проконсул в провинциите Африка и в Азия по времето на император Каракала. През 217 г. Макрин го прави Praefectus urbi. През 223 г. Марий Максим става за втори път консул, колега му е Луций Росций Елиан Пакул Салвий Юлиан.
Марий Максим пише дванадесет латински императорски биографии от Нерва до Елагабал, които са много популярни до късната древност. Останали са само някои фрагменти. Биографиите му служат като източник на анонимния автор на Historia Augusta.
Той е баща на Луций Марий Максим (консул 232 г.).